# Нашвілл (Арканзас)
Нашвілл (англ. Nashville) — місто (англ. city) в США, в окрузі Говард штату Арканзас. Населення — 4153 особи (2020).

## Географія
Нашвілл розташований за координатами 33°56′27″ пн. ш. 93°51′6″ зх. д. / 33.94083° пн. ш. 93.85167° зх. д. (33.940885, -93.851669).  За даними Бюро перепису населення США в 2010 році місто мало площу 14,68 км², з яких 14,57 км² — суходіл та 0,11 км² — водойми.

## Демографія
Згідно з переписом 2010 року, у місті мешкало 4627 осіб у 1773 домогосподарствах у складі 1164 родин. Густота населення становила 315 осіб/км².  Було 2033 помешкання (139/км²). 
Расовий склад населення:
| - 56,1 % — білих - 30,9 % — чорних або афроамериканців - 1,5 % — азіатів - 0,4 % — корінних американців - 0,2 % — вихідців з тихоокеанських островів - 9,6 % — осіб інших рас |

До двох чи більше рас належало 1,3 %. Іспаномовні складали 16,4 % від усіх жителів.
За віковим діапазоном населення розподілялося таким чином: 28,2 % — особи молодші 18 років, 56,7 % — особи у віці 18—64 років, 15,1 % — особи у віці 65 років та старші. Медіана віку мешканця становила 34,6 року. На 100 осіб жіночої статі у місті припадало 87,8 чоловіків;  на 100 жінок у віці від 18 років та старших — 80,0 чоловіків також старших 18 років.
Середній дохід на одне домашнє господарство  становив 41 691 долар США (медіана — 29 874), а середній дохід на одну сім'ю — 50 078 доларів (медіана — 40 332). Медіана доходів становила 27 574 долари для чоловіків та 25 975 доларів для жінок. За межею бідності перебувало 34,1 % осіб, у тому числі 55,7 % дітей у віці до 18 років та 16,0 % осіб у віці 65 років та старших.
Цивільне працевлаштоване населення становило 1832 особи. Основні галузі зайнятості: виробництво — 36,0 %, освіта, охорона здоров'я та соціальна допомога — 20,1 %, роздрібна торгівля — 13,4 %, мистецтво, розваги та відпочинок — 6,9 %.